# Гайченя Микола Борисович
Мико́ла Бори́сович Гайче́ня (нар. 8 жовтня 1978, Олевськ, Житомирська область, УРСР, СРСР — 18 лютого 2015, Логвинове, Донецька область, Україна) — старший сержант Збройних сил України, учасник Війни на сході України. Кавалер ордена «За мужність».

## Життєпис
Закінчив Олевську середню школу, пройшов строкову військову службу в лавах ЗСУ.
У часі війни — військовослужбовець 30-ї окремої механізованої бригади, гранатометник 3-го взводу 2-ї роти.

## Обставини загибелі
Загинув 18 лютого 2015 року під час виходу українських військ із Дебальцевого.
Вважався зниклим безвісти. Був похований на Краснопільському цвинтарі як невідомий солдат; ідентифікований за експертизою ДНК.
Без Миколи лишились мама, дружина та син.
30 січня 2016 року перепохований в Олевську.

## Нагороди та вшанування
- Указом Президента України № 573/2015 від 1 жовтня 2015 року — орденом «За мужність» III ступеня (посмертно)[1]
- Почесний громадянин міста Олевськ (13 травня 2016 року, посмертно).